# جون بل

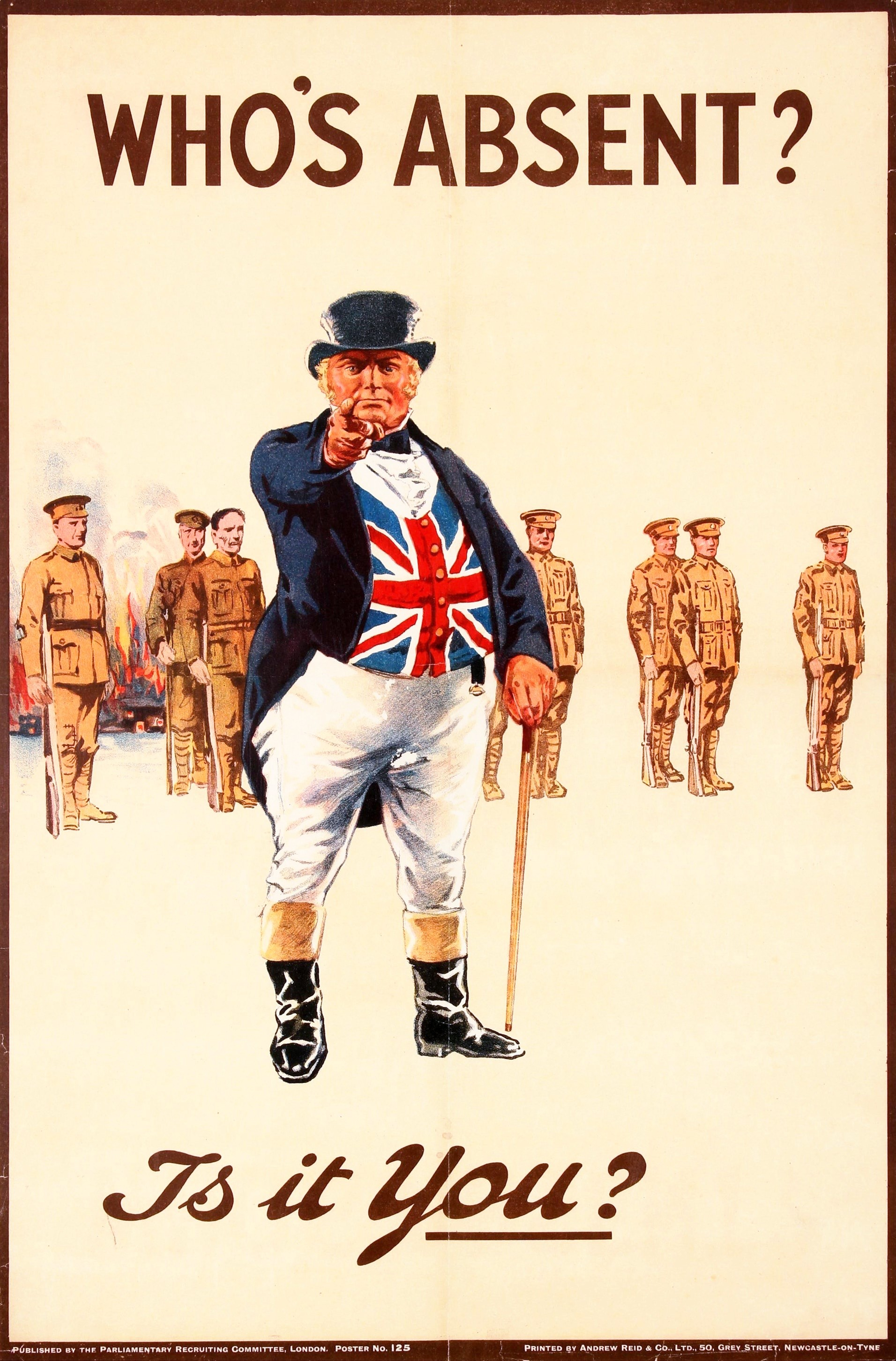
ملصق تجنيد من الحرب العالمية الأولى ونصه: "من غائب؟ هل هو أنت؟"

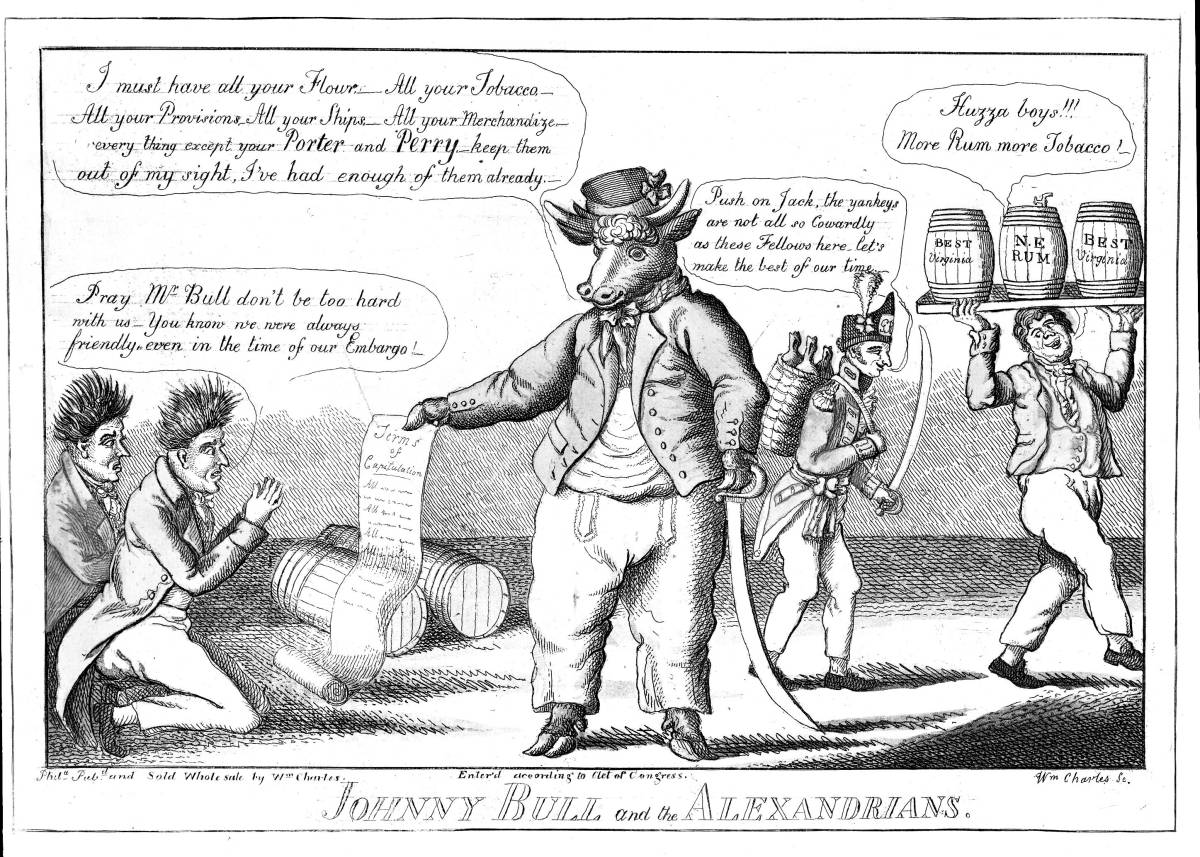
تصوير مبكر لجون بل وهو فعليا ثور ذو تكوين بشري

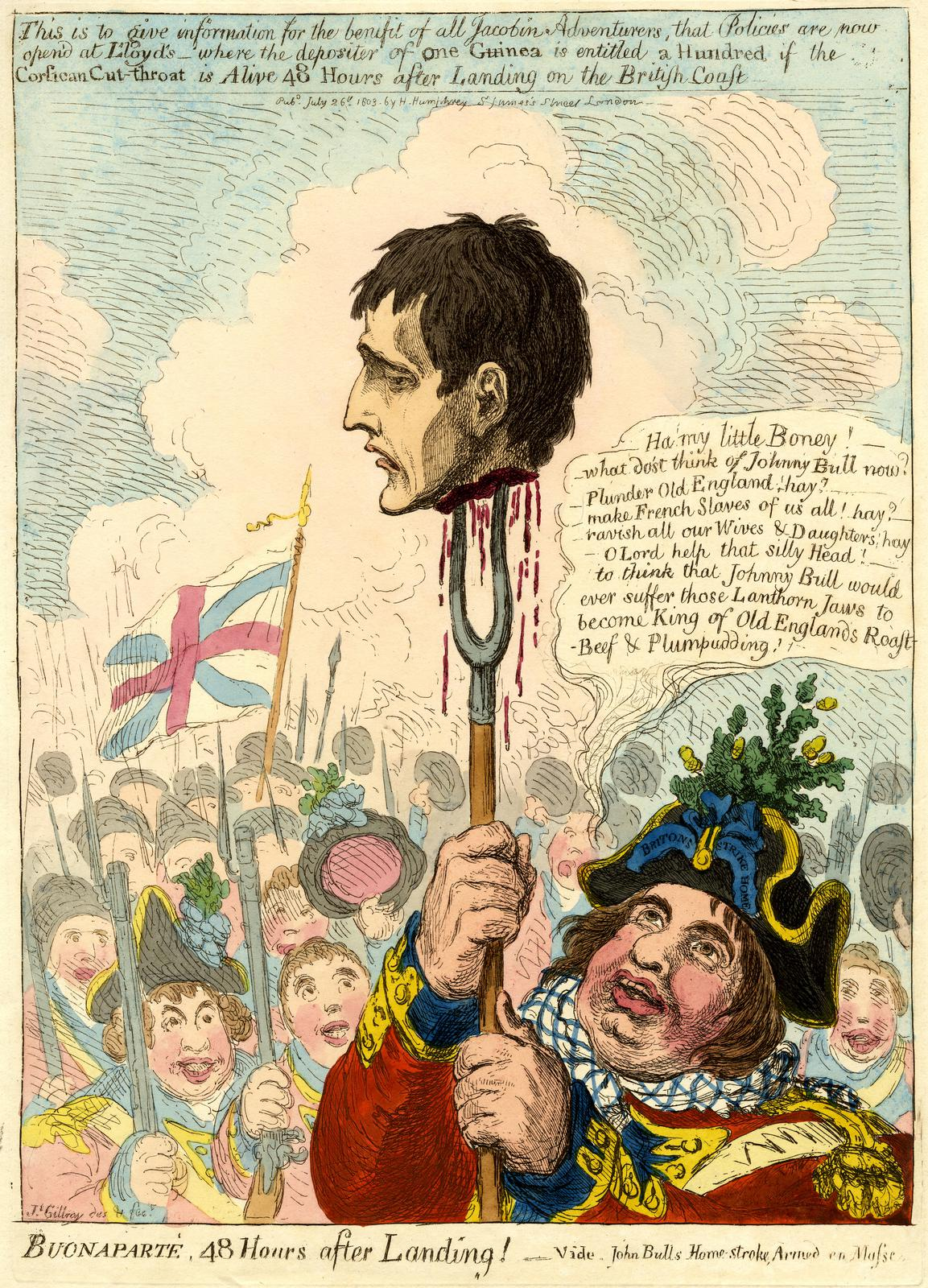
جون بل يرفع رأس نابليون الأول في رسم من 1803 لجيمس جيلري

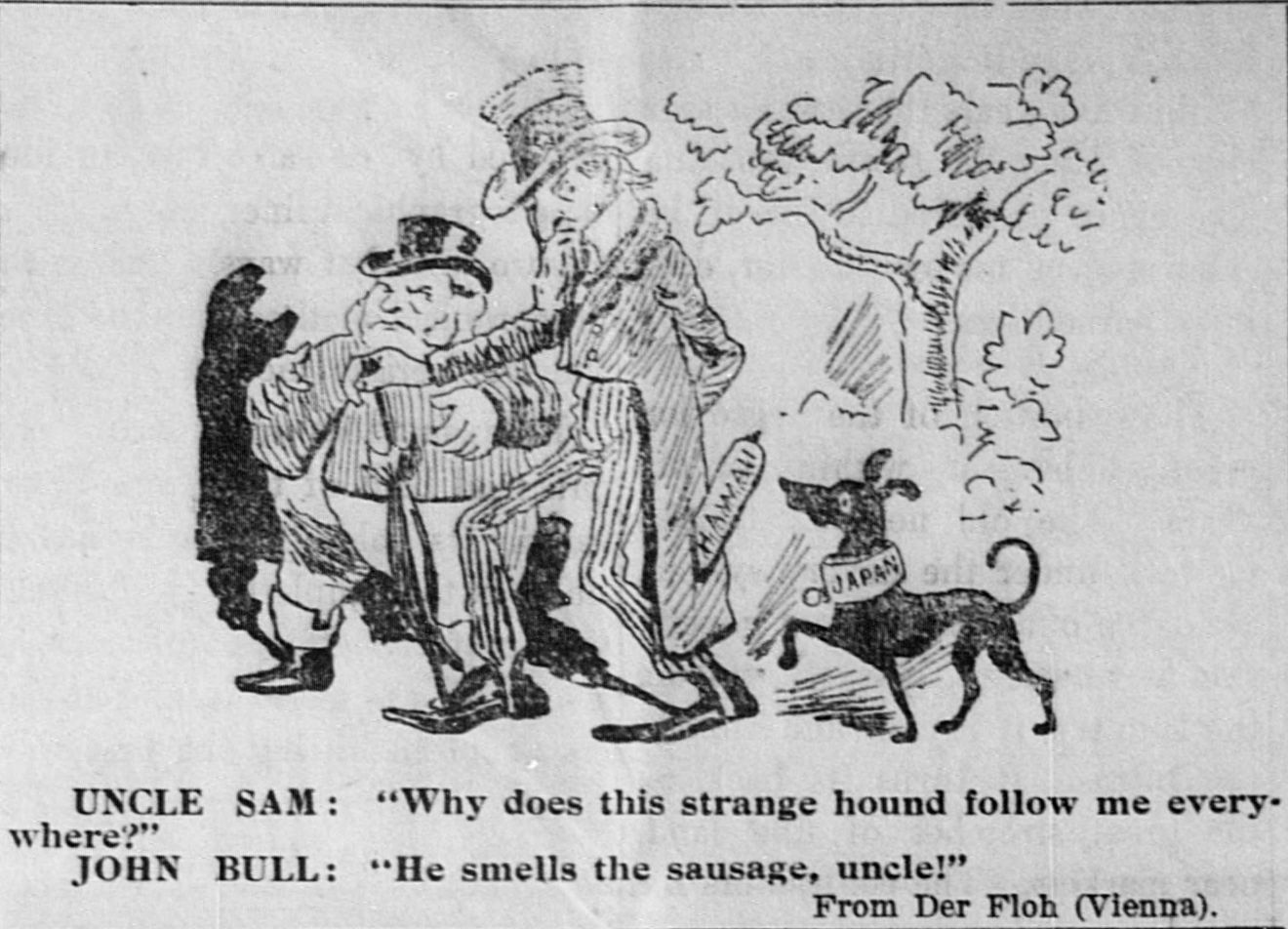
رسم من 1897 مع جون بل والعم سام وكلب يرمز إلى اليابان من صحيفة ذا هاوايان غازات. الكلب يتابع السجق في جيب العم سام.

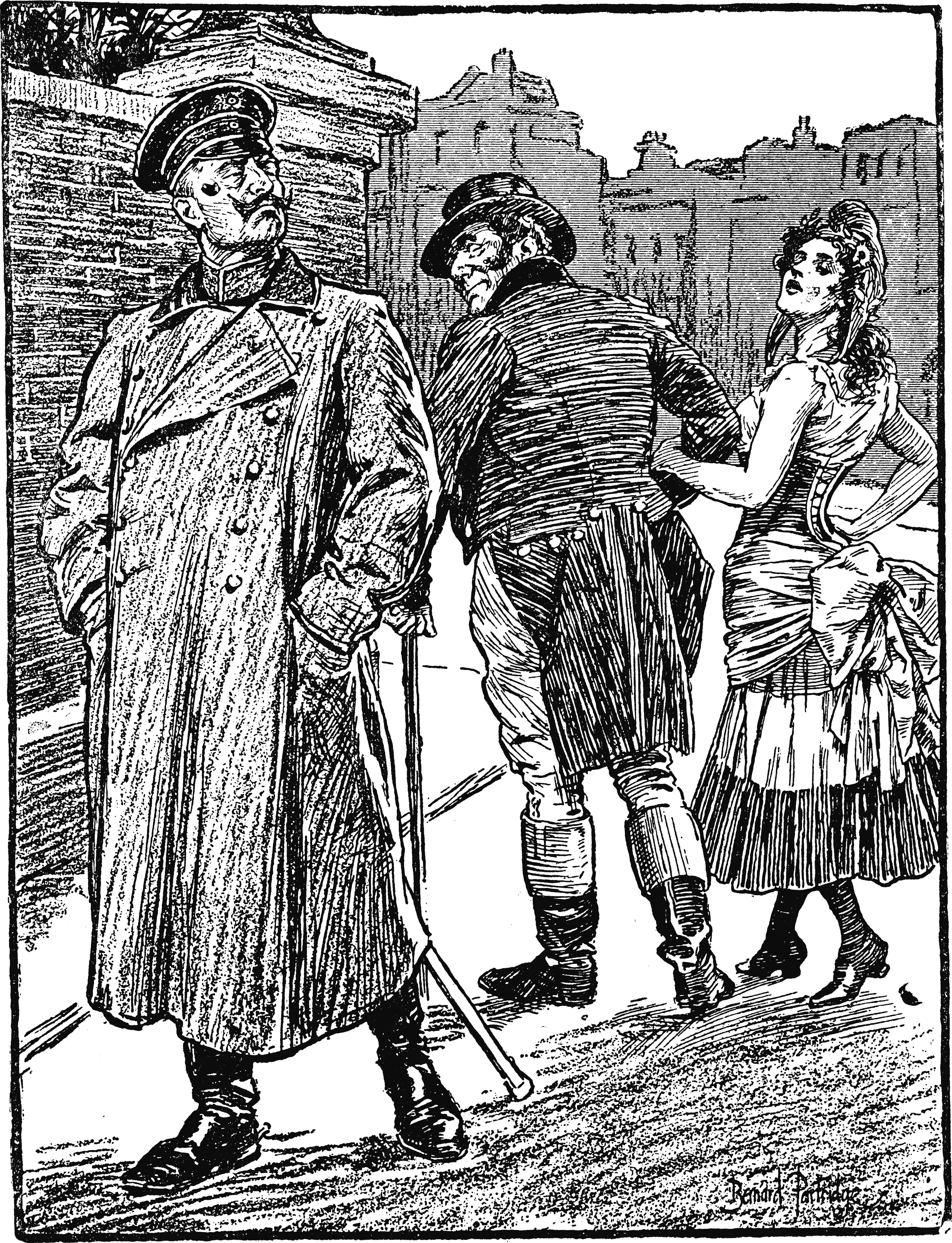
رسم بريطاني من 1904 يعلق على الاتفاق الودي: جون بل يذهب مع ماريان وهو يدير ظهره على ألمانيا

جون بُل (بالإنجليزية: John Bull) هو تجسيد وطني للمملكة المتحدة بصفة عامة وإنجلترا بصفة خاصة، وخصوصا في الرسوم السياسية وأعمال تصيورية شبيهة. هو عامة يصور كرجل قصير وبدين في منتصف العمر ذي طبيعة مرحة وواقعية.